# 23 april
23 april är den 113:e dagen på året i den gregorianska kalendern (114:e under skottår). Det återstår 252 dagar av året.

## Återkommande bemärkelsedagar

### Helgdagar
- Påskdagen firas i västerländsk kristendom för att högtidlighålla Jesu återuppståndelse efter korsfästelsen, åren 1848, 1905, 1916, 2000, 2079.

### Nationaldagar
- England: Saint George's Day (till minne av landets skyddshelgon Sankt Görans död denna dag 303)

### FN-dagar
- Världsbokdagen för att uppmärksamma böcker och upphovsrätt (instiftad av Unesco 1995)

### Övriga
- Scouter: Sankt Georgsdagen, då denne även är scouternas skyddshelgon

## Namnsdagar

### I den svenska almanackan
- Nuvarande – Georg och Göran
- Föregående i bokstavsordning
  - Georg – Namnet infördes på dagens datum 1901, då det ersatte den äldre namnformen Georgius. Det har funnits kvar där sedan dess.
  - Georgina – Namnet infördes på dagens datum 1986, men utgick 1993.
  - Georgius – Namnet fanns, till minne av helgonet Sanctus Georgius (Sankt Göran), som dog den denna dag 303, på dagens datum före 1786, då det utgick, till förmån för Göran. Redan 1795 återinfördes Georgius och fanns kvar på dagens datum fram till 1901, då det utgick, till förmån för den modernare namnformen Georg.
  - Göran – Namnet infördes på dagens datum 1786, men utgick redan 1795. 1986 återinfördes det på 9 juli, men flyttades 1993 till dagens datum, där det har funnits sedan dess.
  - Jörgen – Namnet infördes på dagens datum 1986, men bytte 1993 plats med Göran, i det att det flyttades till 9 juli, där det har funnits sedan dess.
- Föregående i kronologisk ordning
  - Före 1786 – Georgius
  - 1786–1795 – Göran
  - 1796–1900 – Georgius
  - 1901–1985 – Georg
  - 1986–1992 – Georg, Georgina och Jörgen
  - 1993–2000 – Georg och Göran
  - Från 2001 – Georg och Göran
- Källor
  - Brylla, Eva (red.): Namnlängdsboken, Norstedts ordbok, Stockholm, 2000. ISBN 91-7227-204-X
  - af Klintberg, Bengt: Namnen i almanackan, Norstedts ordbok, Stockholm, 2001. ISBN 91-7227-292-9

### Finska almanackan
Yrjö, Jyrki, Jyri, Yrjänä, Jori

### Finlandssvenska almanackan
- Nuvarande från 2020[1] – Göran, Georg, Jörgen, Jörn, Örjan, Jöran
- I föregående revideringar[a][2]
  - 1929–1949 – Georg, Göran
  - 1950–1972 – Georg, Göran, Jörgen
  - 1973–2019 – Georg, Göran, Örjan, Jöran, Jörgen, Jörn

## Händelser
- 1014 – Den irländske storkonungen Brian Borus styrkor besegrar åtskilliga allierade vikingastyrkor i slaget vid Clontarf.[3] Brian Boru stupar dock själv i slaget och därmed kan Máel Sechnaill mac Domnaill (som han avsatte 1002) återkomma som irländsk storkonung. Slaget gör slut på vikingaräderna mot Irland, men ön fortsätter vara uppdelad i rivaliserande småkungadömen och storkonungens makt är endast till namnet.
- 1016 – Vid Ethelred den villrådiges död efterträds han som kung av England av sin son Edmund Järnsida. Denne dör dock själv redan efter ett halvår och då övertar den danske prinsen Knut (sedermera kung Knut den store av Danmark) den engelska tronen.
- 1437 – Unionskungen Erik av Pommern förärar den skånska staden Malmö en grip som dess stadsvapen. Detta är stadens symbol än idag (2025).
- 1660 – Sverige sluter freden i Oliva med Polen, Österrike och Brandenburg, vilken avslutar det krig mellan Sverige och Polen, som har varat sedan 1655. Även om Sverige inte gör några landvinster på polsk bekostnad blir freden ändå en svensk framgång, eftersom Polen bekräftar det svenska innehavet av Livland och den polske kungen Johan II Kasimir avsäger sig de anspråk på den svenska tronen, som Polens regenter har haft sedan Sigismunds avsättning 1599. Trots att det första polsk-svenska kriget utbröt nästan 100 år tidigare (1563) blir detta den första freden mellan Sverige och Polen, då övriga krig mellan länderna endast har avslutats med stillestånd eller bara har runnit ut i sanden.
- 1889 – Med stöd av fackföreningsrörelsen grundas Sveriges socialdemokratiska arbetareparti, sju och ett halvt år efter att agitatorn August Palm i Malmö har hållit det första socialistiska anförandet i Sverige. Partiet får nära samarbete med fackföreningsrörelsen och fungerar som dess centralorganisation fram till 1898, då Landsorganisationen (LO) bildas. Till en början har partiet kollektivt ledarskap, innan Claes Tholin 1896 blir dess förste partiledare.
- 1942 – Brittiskt bombflyg inleder en fyra dagar lång bombning av staden Rostock på tyska nordkusten.
- 1945 – Den tyske SS-chefen Heinrich Himmler träffar den svenske greven och röda kors-delegaten Folke Bernadotte på Eschenburgerstrasse 7 i Lübeck. Han ber Bernadotte framföra till de allierade att han erkänner att Tyskland har förlorat andra världskriget. Tyskland kapitulerar villkorslöst två veckor senare och en månad senare begår Himmler självmord.
- 1955 – Den första svenska charterresan, som har anordnats av Flyg- och Bussresetjänst i Örebro, når sitt mål, då flygplanet med Sveriges första 26 charterresenärer ankommer till den spanska ön Mallorca i Medelhavet. Resan har kostat 1 095 kronor per person och logi ingår inte i priset. Införandet av tre veckors betald semester 1951 och den ökande materiella standarden under 1950-talet har ökat det svenska intresset för utlandsresor och redan året därpå reser 10 000 svenskar på charterresa.
- 1968 – Kyrkorörelserna Metodistkyrkan i USA (the Methodist Church) och Evangeliska Förenade Brödrakyrkan (the Evangelical United Brethren Church) slås samman vid ett möte i Dallas i Texas. Därigenom bildas Förenade Metodistkyrkan (United Methodist Church; UMC) och blir den största kyrkan inom Metodistiska Världsrådet och därmed det största kyrkosamfundet för metodister.
- 1975 – Den amerikanske presidenten Gerald Ford håller ett tal på Tulaneuniversitetet i New Orleans, där han bland annat meddelar att ”Vietnamkriget är över för USA:s del” (”the Vietnam war is finished as far as America is concerned”) och därmed är USA:s tioåriga inblandning i detta krig officiellt över. Talet hålls en vecka innan den sydvietnamesiska huvudstaden Saigon faller i nordvietnamesiska händer och kriget avslutas med nordvietnamesisk seger.
- 1979 – Den svenska popgruppen Abba släpper sitt sjätte studioalbum, Voulez-Vous.
- 2005 – Första videon läggs ut på Youtube, med namnet "Me at the zoo".
- 2017 – I den första omgången av det franska presidentvalet får mittenkandidaten Emmanuel Macron och nationalisten Marine Le Pen flest röster och går därmed vidare till den andra valomgången.

## Födda
- 1564 – William Shakespeare, engelsk dramatiker, poet och skådespelare (troligen född denna dag)
- 1598 – Maarten Tromp, holländsk sjöamiral
- 1775 – William Turner, brittisk konstnär
- 1791 – James Buchanan, amerikansk jurist och demokratisk politiker, USA:s ambassadör i Ryssland 1832–1833 och i Storbritannien 1853–1856, senator för Pennsylvania 1834–1845, utrikesminister 1845–1849 och president 1857–1861
- 1804 – Marie Taglioni, svensk-italiensk ballerina
- 1841 – John T. Rich, amerikansk republikansk politiker, guvernör i Michigan 1893–1897
- 1845 – George C. Pendleton, amerikansk demokratisk politiker, viceguvernör i Texas 1891–1893, kongressledamot 1893–1897
- 1853 – Winthrop M. Crane, amerikansk republikansk politiker, guvernör i Massachusetts 1900–1903, senator för samma delstat 1904–1913
- 1857 – Ruggiero Leoncavallo, italiensk operatonsättare
- 1858 – Max Planck, tysk fysiker, mottagare av Nobelpriset i fysik 1918
- 1861 – Edmund Allenby, brittisk general
- 1866 – Eugene Elliott Reed, amerikansk demokratisk politiker, kongressledamot 1913–1915
- 1867 – Johannes Fibiger, dansk patolog, mottagare av Nobelpriset i fysiologi eller medicin 1926
- 1880
  - Erling Eidem, svensk teolog och kyrkoman, ärkebiskop i Uppsala stift 1931–1950
  - Michel Fokine, rysk-amerikansk balettdansör och koreograf
- 1884 – Ludde Juberg, svensk skådespelare och teaterledare
- 1895 – John Cullberg, svensk biskop i Västerås stift
- 1896
  - Nils Ranft, svensk skådespelare
  - Josep Andreu, spansk clown med artistnamnet Charlie Rivel
- 1897
  - Lucius D. Clay, amerikansk flygvapengeneral
  - Lester B. Pearson, kanadensisk liberal politiker, partiledare för Kanadas liberala parti 1958–1968, Kanadas utrikesminister 1948–1957 och premiärminister 1963–1968, ordförande i FN:s generalförsamling 1952–1953, mottagare av Nobels fredspris 1957
- 1899 – Bertil Ohlin, svensk folkpartistisk politiker, professor och ekonom, riksdagsledamot 1938–1970, partiledare för Folkpartiet 1944–1967, Sveriges handelsminister 1944–1945, mottagare av Sveriges Riksbanks pris i ekonomisk vetenskap till Alfred Nobels minne 1977
- 1902 – Halldór Laxness, isländsk författare, mottagare av Nobelpriset i litteratur 1955
- 1906 – Anders Frostenson, svensk präst och psalmförfattare
- 1907 – James Hayter, brittisk skådespelare
- 1911 – Simone Simon, fransk skådespelare
- 1919
  - Oleg Penkovskij, sovjetisk överste och spion
  - Ellen Bergman, svensk skådespelare, regissör, koreograf och teaterchef
- 1922 – Karl Göte Bejemark, svensk skulptör
- 1928 – Shirley Temple, amerikansk barnskådespelare och diplomat
- 1936 – Roy Orbison, amerikansk sångare och låtskrivare
- 1938 – Steve Symms, amerikansk republikansk politiker, senator för Idaho 1981–1993
- 1939
  - Lee Majors, amerikansk skådespelare
  - Stanisław Wielgus, polsk präst och kyrkoman, ärkebiskop av Warszawa 2006–2007
- 1941 – Paavo Lipponen, finländsk socialdemokratisk politiker, partiledare för de finländska Socialdemokraterna 1993–2005, Finlands statsminister 1995–2003 och talman i den finländska riksdagen 1995 och 2003–2007
- 1942 – Sandra Dee, amerikansk skådespelare
- 1943 – Hervé Villechaize, fransk skådespelare
- 1947
  - Blair Brown, amerikansk skådespelare
  - Bernadette Devlin, brittisk (nordirländsk) socialistisk och republikansk politisk aktivist, parlamentsledamot 1969–1974
  - Christer Pettersson, svensk missbrukare, huvudmisstänkt som Olof Palmes mördare men friad i domstol
- 1953 – Fred Upton, amerikansk republikansk politiker, kongressledamot 1987–2023
- 1954 – Michael Moore, amerikansk journalist, dokumentärfilmare, filmregissör, författare och politisk aktivist
- 1958 – Magnus Andersson, svensk fotbollsspelare, mottagare av kopia av Svenska Dagbladets guldmedalj 1979
- 1961 – Johan Johansson, svensk författare, musiker, låtskrivare, producent och konsertarrangör, trumslagare och låtskrivare i gruppen KSMB samt sångare och gitarrist i grupperna Strindbergs och John Lenin
- 1962 – John Hannah, brittisk skådespelare
- 1963 – Pia Cramling, svensk internationell stormästare i schack
- 1967 – Melina Kanakaredes, amerikansk skådespelare
- 1968 – Timothy McVeigh, amerikansk militär och terrorist, mest känd för att ha utfört bombdådet i Oklahoma City 1995
- 1971 – Riikka Slunga-Poutsalo, finländsk politiker
- 1975 – Jón Þór Birgisson, isländsk musiker, gitarrist och sångare i gruppen Sigur Rós
- 1977 – Anna Sjöström, svensk fotbollsspelare, VM-silver 2003
- 1979
  - Lauri Ylönen, finländsk kompositör och musiker, sångare och låtskrivare i gruppen The Rasmus
  - Mia Kihl, svensk röstskådespelare
- 1983 – Daniela Hantuchová, slovakisk tennisspelare
- 1985 – Rachel Skarsten, kanadensisk skådespelare
- 1990 – Sofia Jakobsson, svensk fotbollsspelare, VM-brons 2011, 2019 och 2023, OS-silver 2016 och 2020
- 1995 – Gigi Hadid, amerikansk fotomodell

## Avlidna
- 711 – Childebert III, omkring 28, kung av Frankerriket sedan 695
- 871 – Æthelred, omkring 34, kung av Wessex sedan 865 (död av skador efter slaget vid Merton)
- 1014 – Brian Boru, omkring 73, storkonung av Irland sedan 1002 (stupad i slaget vid Clontarf)
- 1016 – Ethelred den villrådige, omkring 48, kung av England 978–1013 och sedan 1014
- 1124 – Alexander I, omkring 46, kung av Skottland sedan 1107
- 1151 – Adeliza av Louvain, omkring 48, Englands drottning 1121–1135 (gift med Henrik I)
- 1196 – Béla III, omkring 48, kung av Ungern sedan 1173
- 1217 – Inge Bårdsson, omkring 32, kung av Norge sedan 1204
- 1616 – William Shakespeare, 52, engelsk dramatiker, poet och skådespelare
- 1625 – Moritz av Nassau, 57, prins av Oranien sedan 1618
- 1669 – Johannes Canuti Lenaeus, 95, svensk kyrkoman och professor, ärkebiskop i Uppsala stift sedan 1647
- 1748 – Mohammed Nasir, 45, indisk stormogul sedan 1719
- 1805 – Philip von Platen, 73, svensk fältmarskalk och generalguvernör
- 1823 – John Williams Walker, 39, amerikansk demokratisk-republikansk politiker, senator för Alabama 1819–1822
- 1842 – William George Keith Elphinstone, omkring 60, brittisk militär
- 1847 – Erik Gustaf Geijer, 64, svensk skald, tonsättare, författare och historiker, ledamot av Svenska Akademien sedan 1824
- 1850 – William Wordsworth, 80, brittisk poet
- 1871 – Émile Deschamps, 80, fransk poet
- 1876 – Archibald Dixon, 74, amerikansk whigpolitiker, senator för Kentucky 1852–1855
- 1889 – Eugénie, 59, svensk prinsessa
- 1896 – David Jerome, 66, amerikansk republikansk politiker, guvernör i Michigan 1881–1883
- 1937 – Nathan L. Bachman, 58, amerikansk demokratisk politiker och jurist, senator för Tennessee sedan 1933
- 1938 – Anna Maria Roos, 76, svensk lärare, författare och sångtextförfattare
- 1945
  - Albrecht von Bernstorff den yngre, 55, tysk diplomat, bankir och motståndsman (mördad)
  - Albrecht Haushofer, 42, tysk geopgraf, professor och motståndsman (mördad)
- 1951 – Charles G. Dawes, 85, amerikansk republikansk politiker och bankman, USA:s vicepresident 1925–1929, mottagare av Nobels fredspris 1925
- 1965 – Knut Burgh, 70, svensk skådespelare
- 1971 – Erik Johnsson, 52, svensk kompositör, kapellmästare och musikarrangör
- 1973 – Otto Eissfeldt, 85, tysk evangelisk teolog
- 1982 – Hans Beck-Friis, 88, svensk friherre, diplomat, ambassadör och golfspelare
- 1983 – Buster Crabbe, 75, amerikansk skådespelare och simmare
- 1984
  - Juan Tizol, 83, amerikansk jazztrombonist och kompositör
  - Gabriel Jönsson, 91, svensk författare och poet
- 1985 – Sam Ervin, 88, amerikansk demokratisk politiker och jurist, senator för North Carolina 1954–1974
- 1986 – Harold Arlen, 81, amerikansk kompositör
- 1988 – Axel Grönberg, 69, svensk brottare, OS-guld 1948 och 1952
- 1990 – Paulette Goddard, 79, amerikansk skådespelare
- 1991 – John Genzale, 38, amerikansk sångare, gitarrist och låtskrivare med artistnamnet Johnny Thunders
- 1992 – Satyajit Ray, 70, indisk regissör, manusförfattare, producent och kompositör
- 1993
  - Bertus Aafjes, 78, nederländsk journalist och författare
  - Sven-Erik Jacobsson, 81, svensk operasångare och pedagog
- 1995
  - Howard Cosell, 77, amerikansk sportjournalist
  - John C. Stennis, 93, amerikansk demokratisk politiker, senator för Mississippi 1947–1989
- 2005
  - John Mills, 97, brittisk skådespelare
  - Romano Scarpa, 77, italiensk serietecknare
- 2006 – Erik Bergman, 94, finländsk tonsättare
- 2007
  - Boris Jeltsin, 76, rysk politiker, Rysslands president 1991–1999
  - David Halberstam, 73, amerikansk journalist och författare
- 2010 – Bo Hansson, 67, svensk musiker
- 2011
  - Terence Longdon, 88, brittisk skådespelare
  - Huey P. Meaux, 82, amerikansk musikproducent
- 2012
  - Lillemor Arvidsson, 68, svensk fackföreningsledare, landshövding i Gotlands län 1998–2004
  - Ingvar Lundberg, 77, svensk psykologiprofessor
- 2017 – Inga Ålenius, 78, svensk skådespelare
- 2018 – Åke Harnesk, 91, svensk skådespelare, dansare och revyartist
- 2019 – Jean av Luxemburg, 98, storhertig av Luxemburg 1964–2000
- 2022
  - Ingvar Björkeson, 94, svensk översättare
  - Orrin Hatch, 88, amerikansk republikansk politiker, senator för Utah 1977–2019